# Alpbock
Alpbock (Rosalia alpina) är en art i insektsordningen skalbaggar som tillhör familjen långhorningar.

## Kännetecken
Alpbocken har mycket distinktiva täckvingar med svarta fläckar och tvärband på blågrå bakgrund. Den har en långsmal kropp och ganska platt kropp med en längd på 30 till 40 millimeter. Både dess antenner och ben är långa och kraftiga.

## Utbredning
Alpbocken finns i delar av mellersta Europas bergstrakter och i länderna runt Medelhavet. I Sverige har den hittats i Skåne, Blekinge, Småland, Halland och Västergötland, men det senaste fyndet av arten i Sverige gjordes år 1926 och den klassas numera av Artdatabanken som försvunnen från landet.

## Levnadssätt
Alpbocken lever huvudsakligen på bok, men även på andra ädellövträd som alm, ask, avenbok, ek och lind. Utvecklingen från ägg till imago är två till tre år och ibland längre. Larven lever helst av veden i grova och solbelysta högstubbar eller fallna stammar av bok. I början av sommaren förpuppar sig de larver som är redo att förvandlas till fullbildade skalbaggar. Dessa kommer fram i slutet av juni och kan sedan ses till början av augusti.